# Rasmus Carstensen
Rasmus Carstensen (født 10. november 2000) er en dansk fodboldspiller, som spiller for AGF udlejet fra 1. FC Köln.
Rasmus Carstensen debuterede for Silkeborg IFs førstehold, da han blev skiftet ind i 0-2-nederlaget mod Lyngby BK i 1. division onsdag 20. marts 2019.

## Personligt liv
Rasmus Carstensens lillebror, Frederik Carstensen, er også professionel fodboldspiller.